# MSX
MSX je první pokus o standardizovanou osmibitovou počítačovou platformu. Nejedná se tedy o produkt konkrétní firmy, počítače standardu MSX vyráběly různí výrobci. Počítače MSX byly založeny na počítačích Spectravideo SV-318 a Spectravideo SV-328. Standard MSX byl definován Kazuhikem Nishim a poprvé byl prezentován 27. června 1983 v Japonsku.
Počítače byly vybaveny operačním systémem MSX-DOS. Ten je možné považovat za mezistupeň mezi operačními systémy CP/M a MS-DOS, který umožňoval běh programů pro CP/M, ale současně zajišťoval možnost načítání dat generovaných na počítačích IBM PC.

## Technické informace
- procesor: Z80A
- generátor obrazu: Texas Instruments 9981A
- grafické rozlišení: 256×192, 16 barev
- paměť RAM: minimálně 8 KiB, rozšiřitelná až na 64 KiB
- paměť ROM: 32 KiB
- zvuk: AY-3-8910
- Intel 8255
- port pro paměťové kártridže
- port pro joystick